# Iwan Jankow
Iwan Jankow, bulgarisch Иван Янков, (* 7. Juni 1957 in Oreschak, Oblast Warna) ist ein ehemaliger bulgarischer Ringer. Er war Silbermedaillengewinner bei den Olympischen Spielen 1980 in Moskau und dreifacher Europameister im freien Stil.

## Werdegang
Iwan Jankow begann als Jugendlicher bei „Spartak“ Warna mit dem Ringen. Er entwickelte sich zu einem hervorragenden Freistilringer. In Bulgarien hatte Iwan jedoch zunächst harte Konkurrenz zu überwinden, ehe er 1973, inzwischen für Slawia Sofia startend, zu seinem ersten Einsatz bei einer internationalen Meisterschaft kam. Bei der Europameisterschaft in Lausanne hatte er aber einen glänzenden Einstand, denn er wurde mit vier Siegen Europameister im Federgewicht. In den von Taktik geprägten Kämpfen gegen den Olympiasieger von 1972 Sagalaw Abdulbekow aus der Sowjetunion und gegen Petre Coman aus Rumänien wurden Jankow und seine Gegner wegen Passivität von der Matte gestellt. Ihm reichte dies zum Gewinn der Europameisterschaft vor Sagalaw Abdulbekow, während Petre Coman leer ausging.
Nachdem Jankow bei der Weltmeisterschaft 1973 in Teheran mit einem 8. Platz enttäuschte, musste er 1974 bei den internationalen Meisterschaften Dontscho Schekow den Vortritt lassen. Er kam erst bei der Europameisterschaft 1975 in Ludwigshafen am Rhein wieder zum Einsatz und gewann prompt seinen zweiten Europameistertitel. Dabei gelang ihm auch erstmals ein Sieg über Sagalaw Abdulbekow.
Auch bei der Europameisterschaft 1976 in Leningrad war Jankow auf Titelkurs, denn er hatte schon seinen Hauptkonkurrenten Sergej Timofejew aus der Sowjetunion besiegt, ehe er überraschenderweise gegen Petre Coman verlor und auf den 3. Platz zurückfiel. Bei den Olympischen Spielen 1976 in Montreal verlor Jankow gegen Dsewegiin Oidow, den Doppelweltmeister aus der Mongolei, und wurde zusammen mit dem Japaner Kenkichi Maekwa wegen Passivität von der Matte gestellt, womit er nur auf den 5. Platz kam.
1977 wechselte Jankow in das Leichtgewicht, schaffte aber in dieser Gewichtsklasse den Sprung in die absolute Weltspitze erst 1978, als er bei der Europameisterschaft in Sofia seinen dritten EM-Titel gewann und dabei auch den sowjetischen Sportler Ihaki Gaidarbekow besiegte.
Auch bei den Europameisterschaften 1979 in Bukarest mit dem 2. Platz, 1980 in Prievidza mit dem 2. Platz und 1982 in Warna mit dem 3. Platz gewann Jankow Medaillen. Zum Höhepunkt für Jankow sollten die Olympischen Spiele 1980 in Moskau werden. Er hatte sich noch einmal intensiv auf das olympische Turnier vorbereitet, gewann auch fünf Kämpfe, scheiterte aber knapp an dem sowjetischen Ringer Seydullah Absaidow und konnte deshalb „nur“ mit der Silbermedaille ausgezeichnet werden.

### Internationale Erfolge
(OS = Olympische Spiele, WM = Weltmeisterschaft, EM = Europameisterschaft, F = freier Stil, Fe = Federgewicht, Le = Leichtgewicht, damals bis 62 kg und 68 kg Körpergewicht)
- 1972, 1. Platz, Turnier in Zakopane, F, Fe, vor Marlinski, Polen, Seifert, DDR, und Bernd Fleig, Bundesrepublik Deutschland;
- 1973, 1. Platz, EM in Lausanne, F, Fe, mit Siegen über Theodule Toulotte, Frankreich, Helmut Strumpf, DDR, Alfons Keller, Bundesrepublik Deutschland, und Vehbi Akdağ, Türkei; in den Kämpfen Iwan Jankow gegen Sagalaw Abdulbekow, UdSSR, und Iwan Jankow gegen Petre Coman, Rumänien, wurden die Ringer jeweils wegen Passivität disqualifiziert;
- 1973, 8. Platz, WM in Teheran, F, Fe, mit Siegen über Petre Coman und Larry Morgan, USA, und Niederlagen gegen Karl-Heinz Stahr, DDR, und Mohammad Navai, Iran;
- 1974, 2. Platz, „Werner-Seelenbinder“-Turnier in Rostock, F, Fe, hinter Batal Gadschiew, UdSSR, und vor Garunow, UdSSR;
- 1975, 1. Platz, EM in Ludwigshafen am Rhein, F, Fe, mit Siegen über Paul Toole, Großbritannien, Ulrich Frankhauser, Schweiz, Theodule Toulotte, Helmut Strumpf und Sagalaw Abdulbekow;
- 1976, 3. Platz, EM in Leningrad, F, Fe, mit Siegen über Lutz Eichelmann, DDR, Tord Åslund, Schweden, Mihály Fodor, Ungarn, und Sergej Timofejew, UdSSR, und einer Niederlage gegen Petre Coman;
- 1976, 5. Platz, OS in Montreal, F, Fe, mit Siegen über Petre Coman und Marco Teran, Ecuador, und Niederlagen gegen Kenkichi Maekwa, Japan, und Dsewegiin Oidow, Mongolei;
- 1977, 1. Platz, Turnier in Jambol, F, Le, vor Nikolai Petrenko, UdSSR, und Gerald Brauer, DDR;
- 1977, 7. Platz, EM in Bursa, F, Le, mit Siegen über Gerhard Sattel, Bundesrepublik Deutschland, und Gerald Brauer und Niederlagen gegen Ihaku Gaidarbekow, UdSSR, und Mehmet Sarı, Türkei;
- 1978, 1. Platz, EM in Sofia, F, Le, mit Siegen über Henri Magestrini, Schweiz, Ihaki Gaidarbekow, Eberhard Probst, DDR, Mehmet Sarı und Dariusz Czwichowski, Polen;
- 1978, 3. Platz, WM in Mexiko-Stadt, F, Le, mit Siegen über Henri Magestrini, Abdullah Hazi-Ahmat, Iran, Nicolas Didier, Frankreich und Šaban Sejdi, Jugoslawien, und Niederlagen gegen Akira Miyahara, Japan, und Pawel Pinigin, UdSSR;
- 1979, 2. Platz, EM in Bukarest, F, Le, mit Siegen über Lájos Kacz, Ungarn, Henri Magestrini, Gabriele Catalano, Italien, Šaban Sejdi und Eberhard Probst und einer Niederlage gegen Nikolai Petrenko;
- 1979, 9. Platz, WM in San Diego, F, Le, mit Siegen über Joe dell’Aquila, Kanada, und Lájos Kacz und Niederlagen gegen Chuck Yagla, USA, und Akira Miiyahara;
- 1980, 2. Platz, EM in Prievidza, F, Le, mit Siegen über Viliam Hönsch, Tschechoslowakei, Ruud Brinkman, Niederlande, Nicolas Didier, Octavian Dusa, Rumänien, und Stanislaw Chilinski, Polen, und einer Niederlage gegen Seydullah Absaidow, UdSSR;
- 1980, Silbermedaille, OS in Moskau, F, Le, mit Siegen über Oscar Seghers, Belgien, Eberhard Probst, José Ramos, Kuba, Jaghmandar Singh, Indien, und Šaban Sejdi und einer Niederlage gegen Seydullah Absaidow;
- 1982, 3. Platz, EM in Warna, F, Le, hinter Boris Budajew, UdSSR, und Zoltán Szalontai, Ungarn, und vor Uwe Mauksch, DDR, und Jukka Rauhala, Finnland